# Ulrich Bruder
Ulrich Bruder (erwähnt ab 1494 in Basel; † 1518 oder 1519) war ein schweizerischer Tischler und Bildschnitzer deutscher Herkunft.

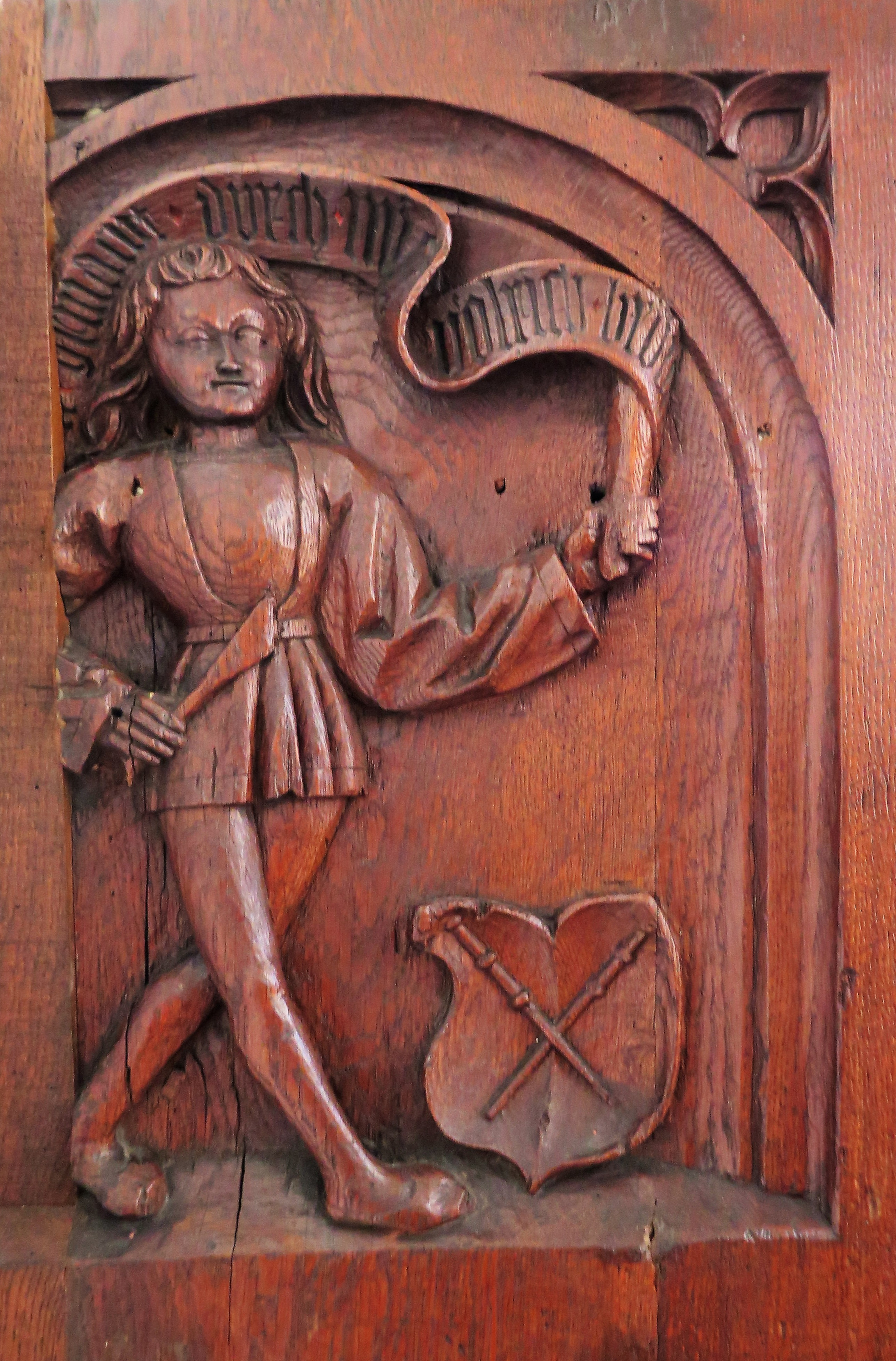
Selbstporträt von Ulrich Bruder

## Leben
Ulrich Bruder von Konstanz ist seit 1494 in Basel belegt, wo er zwischen 1494 und 1497 das Bürgerrecht erwarb. 1495 erwarb er das Zunftrecht der Spinnwetternzunft, in der alle Bauhandwerke und das Holz verarbeitende Gewerbe zusammengeschlossen waren. 1504–1511 gehörte er dem Vorstand der Spinnwetternzunft und damit auch dem Grossen Rat an. Sein bekanntestes Werk ist das Chorgestühl in der Kirche St. Peter in Basel, an der er auch ein Selbstporträt schnitzte.

## Erhaltene Werke
- um 1485/90 Hochzeitstruhe (zugeschrieben), um 1485/90, Historisches Museum Basel, Inv.-Nr. 1870.505.
- Chorgestühl in der Kirche St. Peter in Basel, 1494–1498
- Decke der Beinhauskapelle St. Martin in Sursee, 1497
- Figur der Hl. Dorothea (zugeschrieben), um 1500, Historisches Museum Basel, Inv.-Nr. 1919.488.
- Decke der Kirche St. Arbogast in Muttenz, 1504